# GSC8124-2203
GSC8124-2203 — хімічно пекулярна зоря спектрального класу Sr, що має видиму зоряну величину в смузі V приблизно  9,4.

## Пекулярний хімічний склад
Зоряна атмосфера GSC8124-2203 має підвищений вміст 
Eu
.